# أوتو برترام
أوتو برترام (بالألمانية: Otto Bertram)‏ هو ضابط ألماني، ولد في 30 أبريل 1916 في فيلهلمسهافن في ألمانيا، وتوفي في 8 فبراير 1987 في فرايبورغ في ألمانيا.